# Johann Friedrich Christian Hessel
Johann Friedrich Christian Hessel (Nuremberg, 27 de abril de 1796 — Marburg, 3 de junho de 1872) foi um mineralogista e cristalografista alemão.